# 河東省

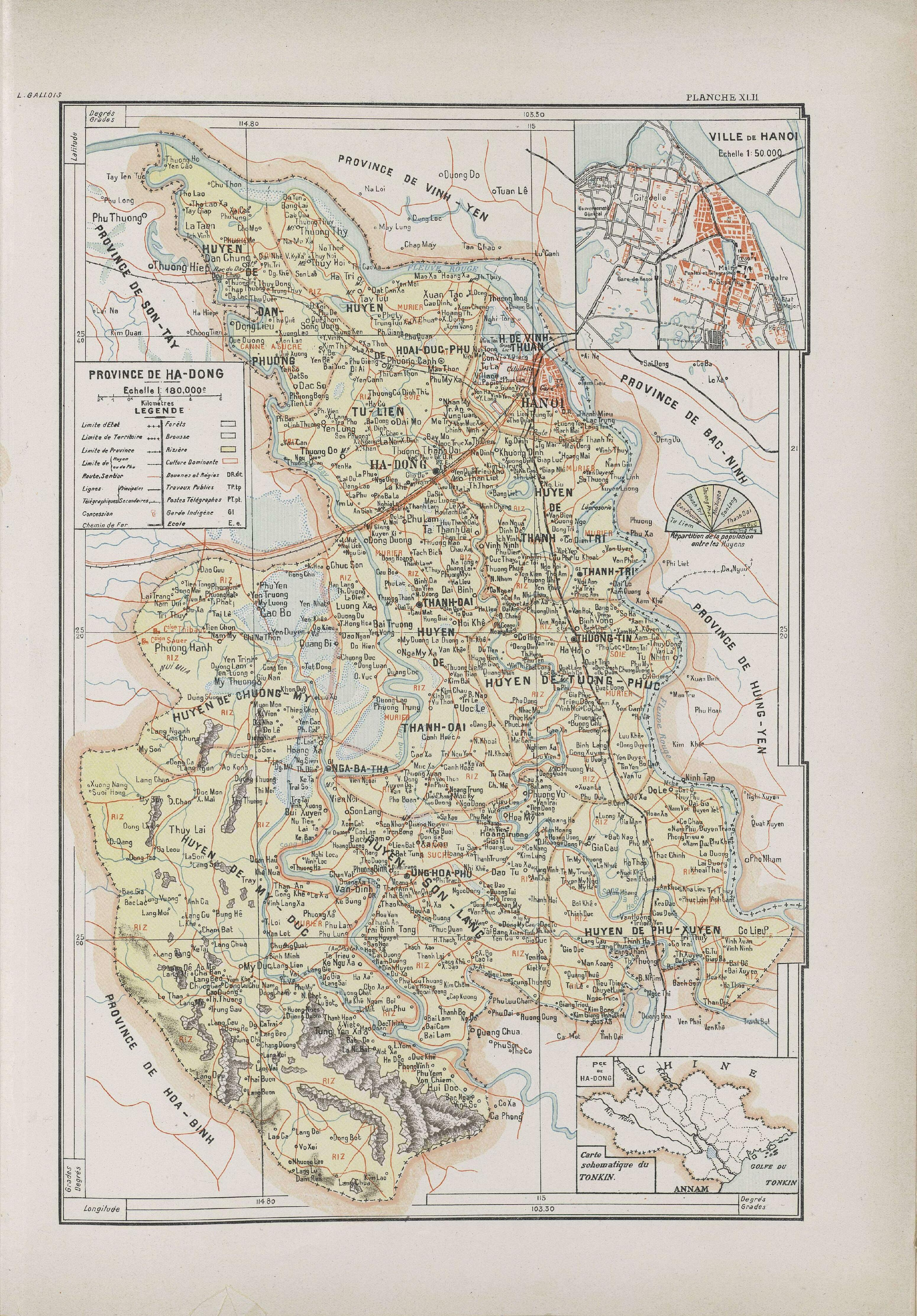
法属印度支那时期的河東省地图

河東省（越南语：／）是越南1904年至1965年間的省份，省蒞是河東市社，今屬河內市。

## 地理
河東省位於低地平原，沒有堤防，西北部頻繁發生洪災。北接河内市，西接和平省和山西省，南接河南省，東南接興安省。面積約1250平方公里。

## 历史
河东省前身为河内省。1888年，河内城割让给法国，河内省莅外迁。1896年，殖民政府将河内省莅迁至青威县梂多社，后于1902年5月3日改名为梂多省。1904年12月6日，殖民政府再改梂多省为河东省。下辖怀德府、常信府、应和府、美德府4府和丹凤县、青威县、青池县、彰美县、富川县5县。后殖民政府又将河内市郊区设为环龙县，划归河东省管辖。保大年间，美德府降为美德县，青威县升为青威府，河东省仍辖4府6县。
二战后，北越废府为县，环龙县划归河内市，河东省下辖1市社9县。
1948年1月25日，越南政府将各战区合并为联区，战区抗战委员会改组为联区抗战兼行政委员会。第二战区、第三战区和第十一战区合并为第三联区，设立第三联区抗战兼行政委员会，河东省划归第三联区管辖。
1958年11月24日，胡志明签署敕令，自12月1日起撤销第三联区。河东省划归中央政府直接管辖。
1961年4月20日，北越调整河内市行政区划，青池县划归河内市管辖。
1965年4月21日，北越通过决议，将河东省和山西省合并为河西省。

## 行政區劃
1965年，河東省下轄1市社8縣。
- 河東市社
- 彰美縣
- 丹鳳縣
- 懷德縣
- 美德縣
- 富川縣
- 青威縣
- 常信縣
- 應和縣